# حشمت مهاجرانی
حشمت‌الله مهاجرانی (زاده ۲۱ آذر ۱۳۱۸) بازیکن پیشین باشگاه تاج و سرمربی پیشین تیم ملی فوتبال ایران است.
او به گمان برخی به عنوان بهترین سرمربی تاریخ قارهٔ آسیا شناخته می‌شود. مهاجرانی به همراه برادران خود یکی از مؤسسین اولیه باشگاه فوتبال ابومسلم مشهد بودند. وی هم‌اکنون رئیس سازمان فوتبال باشگاه فوتبال ابومسلم خراسان است. این مربی در سال ۲۰۱۸ در نظرسنجی AFC به عنوان بهترین مربی تاریخ جام ملت‌های آسیا از نظر مردم انتخاب شد.

## دوران باشگاهی
حشمت مهاجرانی در دوره جوانی به تیم دیهیم که تیم جوانان باشگاه فوتبال تاج به‌شمار می‌آمد پیوست و سپس راهی تیم اصلی تاج شد. اما در سال ۱۳۴۲ مانند محمد رنجبر، حسن حبیبی، و سایر بازیکنان نظامی تاج راهی تیم تازه تأسیس پاس شد و تا پایان دوران بازی در ۲۷ سالگی در این تیم باقی ماند.

## دوران مربیگری
مهاجرانی نخستین دوره مربیگری را در ژاپن و طی یک دوره سه‌ماهه در این کشور تحت نظر بزرگ‌ترین مربیان آن زمان فوتبال سپری کرد او همچنین دو دوره به عنوان دستیار در تیم باشگاه فوتبال بارسلونا حضور داشت.
زمانی طول کشید تا وی اولین پست مربی‌گری خود را بدست آورد. او خبر مربیگری خود را برای نخستین‌بار از طریق روزنامه‌ها خواند. مهاجرانی در سال ۱۳۴۹ به عنوان مربی تیم زیر ۲۱ سال ایران انتخاب شد. دوران مربی‌گری حشمت مهاجرانی، دوران راه‌یابی بسیاری استعدادهای جوان فوتبال بود: نظری، برزگری، قاسم پور، و بشکار از بازیکنانی بودند که توسط مهاجرانی به فوتبال ایران معرفی شدند. مهاجرانی همواره تلاش داشت تا به بازیکنان شهرستان‌های ایران نیز توجه کافی داشته باشد.
در دوران مربیگری تیم ملی فوتبال جوانان ایران وی موفق شد برای چهار دوره پیاپی تیم ایران را قهرمان آسیا کند. پیش از این تیم جوانان ایران هرگز قهرمانی آسیا را تجربه نکرده بود. این رکوردی بود که تا امروز هیچ مربی ایرانی به آن دست پیدا نکرده است.
درخشش مهاجرانی در مربیگری تیم جوانان منجر به انتخاب او برای دستیاری فرانک افارل ایرلندی شد که مربی آن زمان تیم ملی فوتبال ایران بود. بعدها وی به عنوان مربی تیم ملی ایران منصوب شد و موفق شد در جام ملت‌های آسیا، تیم ملی ایران را به مقام قهرمانی برساند و تیم ملی فوتبال کویت را در ورزشگاه آریامهر و در فینال این رقابت‌ها در سال ۱۳۵۵ شکست دهد. پس ازمدتی کوتاهی برای نخستین‌بار در تاریخ فوتبال ایران، تیم ملی فوتبال ایران با مربیگری وی به مرحله یک چهارم نهایی المپیک ۱۹۷۶ مونترال راه یافت.
دو سال بعد مهاجرانی بزرگ‌ترین افتخار خود و فوتبال ایران را رقم زد. تیم ملی فوتبال ایران برای نخستین‌بار به رقابت‌های جام جهانی فوتبال راه پیدا کرد. در جام جهانی ۱۹۷۸ آرژانتین تیم ملی فوتبال ایران با درخشش در برابر تیم ملی فوتبال اسکاتلند به تساوی دست یافت و با وجود باخت در برابر تیم ملی فوتبال هلند، بازی بسیار دیدنی و شجاعانه‌ای را در تاریخ فوتبال ایران به ثبت رساند.
آخرین حضور او روی نیمکت تیم ملی در ۱۵ شهریور ۱۳۵۷ در بازی دوستانه برابر تیم ملی فوتبال اتحاد جماهیر شوروی در ورزشگاه آزادی با برتری یک بر صفر حریف بود.
شخصیت برجستهٔ این مربی ایرانی و علاقهٔ او به میدان دادن به بازیکنان جوان و استعداد یابی آن‌ها از ویژگی‌های همیشگی این مربی موفق ایرانی بود.
پس از انقلاب ۱۳۵۷، مهاجرانی به امارات رفت و در آنجا، مربی‌گری تیم‌های الشباب و الشارجه امارات را بر عهده گرفت.
وی از سال ۱۳۹۰ تاکنون به عنوان رئیس سازمان فوتبال و مدیر آکادمی فوتبال باشگاه فرهنگی ورزشی ابومسلم خراسان فعالیت می‌کند.

## زندگینامه حشمت مهاجرانی به قلم خودش
از بچگی شروع کنم که چگونه به ورزش آمدم، طبیعتاً بنا بر وضعیت و زمان و مکان زندگی‌های آن موقع، نوع تفریح‌های ما بخصوص در شهرستان‌ها بسیار محدود و کم بود و امکاناتی که امروزه برای جوانان فراهم است، در زمان ما موجود نبود. زندگی‌ها حتی به گونه‌ای بود که فرض کنید آب لوله‌کشی هم نداشتیم و خیلی کمبودهای دیگر. خانواده ما هم یک خانواده تقریباً پر جمعیت بود، ما پنج برادر بودیم که همگی ناخودآگاه به ورزش پناه آورده بودیم و اوقات خود را با ورزش کردن می‌گذراندیم و همین مسئله در زندگی ما نقش بزرگی را بازی کرد به صورتی که بعدها تشکیل تیم دادیم و همین تیم ابومسلم که در لیگ برتر کشور بازی می‌کند نتیجه بارز علاقه خانوادگی ما به ورزش بود.
ما هم مثل دیگر جوانان آن دوره به قول معروف پابرهنه بودیم و امکانات آنچنانی برای ورزش کردن نداشتیم اما بیشتر اوقات خود را در کوچه پس کوچه‌ها با فوتبال و والیبال و دیگر ورزش‌ها می‌گذراندیم. شاید اگر امکانات و مربی فراهم بود، جوانان بسیاری در همه شهرستان‌های ایران بودند که استعدادهای خوبی داشتند و ممکن بود هرکدام در حد خودشان به نابغه‌ای تبدیل شوند.
به هر حال به فوتبال بیشتر علاقه‌مند بودم و تیم محلی داشتیم که کم‌کم توسعه پیدا کرد و تیم فوتبال ابومسلم تشکیل شد.
من در دوران دبستان در کنار فوتبال، ژیمناستیک هم کار می‌کردم و شاید ژیمناستیک به عنوان یک ورزش مادر، در شکل گرفتن فیزیک بدنی من تأثیر بسیاری داشت. اینکه در دیگر ورزش‌ها توانستم به موفقیت برسم به خاطر ژیمناستیک و دوومیدانی بود. حتی در ۱۷–۱۸ سالگی در رشته‌های پرش ارتفاع، پرش با نیزه و دو ۴۰۰ متر قهرمان کشور شدم. در همین سن هم بود که کاپیتان تیم فوتبال مشهد شدم و جالب اینکه در تیم فوتبال مشهد بازیکنانی بودند که شاید ۵–۶ سال از من بزرگ‌تر بودند اما من کاپیتان تیم بودم و همه از من حرف‌شنوی داشتند. آن زمان‌ها هیچگاه به ذهنم نمی‌رسید که فوتبالی را که برای تفریح و تفنن و گذران وقت بازی می‌کردم، روزی به عنوان یک شغل، نقش بسیار بزرگی را در زندگی آینده‌ام رقم بزند.
پس از گرفتن دیپلم به دانشگاه پلیس آمدم و همزمان در تیم تاج تهران بازی می‌کردم. در آن زمان تیم تاج بازیکنان بسیار بزرگی داشت که اکثراً ستاره‌های تیم ملی بودند. استخوان بندی تیم ملی آن دوره را، مانند دهه ۷۰ تیم‌های تاج و پرسپولیس تشکیل می‌دادند. دهداری یا مهراب شاهرخی، امیر جاسبیان، آقایان بهزادی، شیرزادگان و برومند ستاره‌هایی بودند که در تیم ملی و باشگاهی خود می‌درخشیدند. متقابلاً می‌توان از رنجبر، کوزه کنانی، جدی کار، برادران بیاتی و حسن حبیبی نام برد.
به‌طور کلی فوتبال یک فوتبال دو قطبی بود و تیم ملی در دو تیم تاج و پرسپولیس خلاصه می‌شد و فرصت برای شهرستانی‌ها کمتر مهیا می‌شد. بعدها تیم پاس به وجود آمد و نیروی هوایی تیمی تشکیل داد به نام عقاب که بازیکنان بزرگی مانند فریبرز اسماعیلی، غلام وفاخواه، مصطفی عرب و پرویز قلیچ‌خانی را در اختیار داشت. در تیم پاس هم رنجبر، برادران حبیبی، شاهرخی و فرکی حضور داشتند که همراه با ناصر نوآموز بازیکنان اولیه‌ای بودیم که تیم پاس را تشکیل دادیم و هنوز هم پا بر جاست.
در سن ۲۶–۲۷ سالگی پس از بازی‌های ارتش‌های جهان در در یونان، فوتبال را کنار گذاشتم. سپس به مدت ۳ ماه برای شرکت در یک دوره مربیگری به ژاپن رفتم. در این دوره که در زمان سر استانلی رز رئیس فدراسیون جهانی فوتبال و مدیریت داتمار کرامر مربی مشهور آلمانی تشکیل شده بود، رنجبر، ابوطالب و من سه نفری بودیم که از ایران شرکت داشتیم. پس از بازگشت به ایران، به علت اینکه باند بازی در فوتبال زیاد بود، یکی دو سالی تیمی به من داده نشد.
من خبر مربیگری خود را در روزنامه خواندم. طبق عادتی که داشتم، از طریق روزنامه رویدادهای اقتصادی و سیاسی کشور را دنبال می‌کردم که یک روز تیتری را در صفحه اول دیدم که نوشته بود «محمود بیاتی مربی تیم ملی و حشمت مهاجرانی مربی تیم ملی جوانان».
در سال ۱۹۷۱ بود که کار خود را با تیم ملی جوانان شروع کردم. در زمان مربیگری تیم ملی جوانان شانس زیادی به جوانان شهرستانی دادم و بسیاری از جوانانی را که از شهرستان آوردم، مانند نظری، برزگری، قاسمپور و پزشک‌کار بعدها به تیم ملی راه یافتند.
تیم من چهار سال به‌طور مداوم قهرمان آسیا شد، در صورتی که قبل از من تیم ایران نتوانسته بود قهرمان آسیا شود و این رکوردی است که بعد از من نیز تا به حال به دست نیامده است. سپس در تهران قهرمانی جام ملت‌های آسیا را با تیم ملی کسب کردم و در المپیک ۱۹۷۶ کانادا -مونترال-تیم ملی فوتبال ایران برای اولین بار به دور دوم راه پیدا کرد. آخرین کار من با تیم ملی راه پیدا کردن به جام جهانی فوتبال ۱۹۷۸ آرژانتین و شرکت در آن جام بود. به‌طور کلی از سال ۱۹۷۱ تا ۱۹۷۸ که مربی و مشاور تیم ملی بودم، تیم ما در رده‌های مختلف قهرمان بلا منازع آسیا بود و هر تیمی که می‌خواست در برابر فوتبال ایران بازی کند دچار دلهره و اضطراب می‌شد. حتی با تیم دوم و جوان ایران، تیم ملی فوتبال کویت را که یکی از قدرت‌های آسیا بود و توسط کارلوس آلبرتو پریرا و ماریو زاگالو اداره می‌شد، در خاک خودشان شکست دادیم که برای کویتی‌ها یک فاجعه حساب می‌شد.
بعد از انقلاب به امارات آمدم و کار خود را با باشگاهی در شارجه به نام الشعب آغاز کردم که این باشگاه حتی زمین تمرین هم نداشت و من تیم را در خیابان تمرین می‌دادم. با این حال تیم ما همراه با تیم الاهلی که حسن روشن و حسن نظری را با خود داشت به فینال مسابقات راه پیدا کرد. در همان زمان بود که پیشنهاد مربیگری تیم ملی امارات به من داده شد که پس از فسخ قرارداد دان ربی مربی سابق تیم ملی فوتبال انگلیس، من به عنوان سرمربی تیم ملی فوتبال امارات انتخاب شدم. کار خود را با جوانان ۱۶–۱۷ ساله آغاز کردم که بلافاصله در همان سال اول قهرمان جوانان غرب آسیا شدیم و بعدها همین تیم، شاید به اضافه یکی دو بازیکن دیگر به جام جهانی فوتبال ۱۹۹۰ ایتالیا راه پیدا کرد.

## افتخارات

### به عنوان بازیکن

##### دیهیم
- دسته دوم جام باشگاه‌های تهران: ۱۳۳۸

##### تاج
- جام باشگاه‌های تهران: ۰۱۳۴۱

##### پاس
- جام باشگاه‌های تهران: ۴۵–۱۳۴۴
- قهرمانی کشور: ۱۳۴۶
- جام حذفی تهران: ۱۳۴۷

### به عنوان مربی

##### تیم ملی جوانان
- مسابقات جوانان آسیا: ۱۹۷۳ * ۱۹۷۴ * ۱۹۷۵ * ۱۹۷۶

##### تیم ملی
- بازی‌های آسیایی: ۱۹۷۴ (دستیار)
- جام ملت‌های آسیا: ۱۹۷۶
- راه‌یابی تیم ملی فوتبال ایران به المپیک تابستانی ۱۹۷۶ (صعود به دور یک چهارم نهایی)
- راه‌یابی تیم ملی فوتبال ایران برای نخستین‌بار به جام جهانی فوتبال در سال ۱۹۷۸

##### الوحده
- دسته دوم امارات: ۱۹۸۴
- جام کنفدراسیون امارات: ۱۹۸۶[۱۳]